# Mistrzostwa Świata U-19 w Rugby Union Mężczyzn 1981
Mistrzostwa Świata U-19 w Rugby Union Mężczyzn 1981 – trzynaste mistrzostwa świata U-19 w rugby union mężczyzn zorganizowane przez FIRA, które odbyły się w Madrycie w dniach od 15 do 19 kwietnia 1981 roku.

## Klasyfikacja końcowa
| Miejsce | Reprezentacja   |
| ------- | --------------- |
| 1       | Francja U-19    |
| 2       | Hiszpania U-19  |
| 3       | Włochy U-19     |
| 4       | Rumunia U-19    |
| 5       | ZSRR U-19       |
| 6       | Portugalia U-19 |
| 7       | RFN U-19        |
| 8       | Maroko U-19     |